# مغان‌لی (زاقاتالا)
مغان‌لی (به لاتین: Muğanlı) یک منطقه مسکونی در جمهوری آذربایجان است که در شهرستان زاقاتالا واقع شده است. مغان‌لی ۲۴۶۶ نفر جمعیت دارد.